# Берлюково (Даниловский район)
Берлю́ково — деревня в Даниловском районе Ярославской области РФ. Входит в Даниловское сельское поселение.

## География
Находится в 38 км от Данилова в 8 км от автомобильной дороги Череповец — Данилов.

## Население
| 2007 | 2010 |
| ---- | ---- |
| 6    | ↘3   |

## Инфраструктура
Единственная улица деревни — Запрудная.